# Stor koalition
En stor koalition er en betegnelse for en koalitionsregering, der består af to eller flere store partier, som ellers er hinandens modstandere, og som udelader alle eller de fleste mindre partier. Ofte vil der være tale om et borgerligt parti og et socialdemokratisk parti. En stor koalition dannes ofte i tilfælde, hvor der ikke findes et flertal for noget andet regeringsalternativ eller i krisesituationer.
Tyskland har en tradition for sådanne koalitioner; siden 2005 har Angela Merkel ledet en regering bestående af hendes eget CDU/CSU og SPD. En lignende koalition ledte landet fra 1966-1969 under Kurt Georg Kiesinger, ligesom der også på delstatsniveau har været regeringer med deltagelse af både borgerlige og socialdemokrater. Siden 2007 har det været tilfældet med Brandenburg, Mecklenburg-Vorpommern, Sachsen, Sachsen-Anhalt og Slesvig-Holsten.